# Јован Готски
Свети Јован је хришћански светитељ. Био је епископ готски. Прво је био епископ у Грузији, али када је тамошњи каган татарски почео да мучи хришћане, он се удаљио на четири године међу Готе у Бесарабију. (Готску епархију образовану за време Константина Великог). Када је чуо за каганову смрт, вратио се на своју службу и ревносно је руководио своју паству. У хришћанској традицији стоји да је пред своју смрт рекао: „Кроз четрдесет дана одлазим да се судим са каганом“, и да је после четрдесетога дана премину. Умро је у VIII веку.
Српска православна црква слави га 19. маја по црквеном, а 1. јуна по грегоријанском календару.